# Severiano Ballesteros Sota
Severiano "Seve" Ballesteros (Pedreña, Cantàbria, 1957 - ídem, 7 de maig de 2011) fou un golfista espanyol que va esdevenir una de les figures més importants en aquest esport entre la dècada de 1970 i 1990, amb 94 títols aconseguits al llarg de la seva carrera, entre ells tres Opens Britànics i dos Masters d'Augusta. Va guanyar la Ryder Cup sis cops com a jugador i una com a capità. Va guanyar cinc vegades el Campionat del Món Matchplay.

## Carrera
Nascut a Pedreña, Cantàbria, el 9 d'abril de 1957, s'inicià en la pràctica del golf a les platges properes al seu poble natal gràcies als consells dels seus germans i l'experiència del seu oncle, Ramón Sota, campió d'Espanya de golf i sisè al Màster d'Augusta de 1965.
Amb una família entregada al golf, el germà gran Manuel finalitzà entre els 100 millors golfistes europeus entre 1972 i 1983, passant a ser a partir d'aquests moments mànager de Seve. Els seus germans Vicente i Baldomero també es feren professionals del golf, però no arribaren a assolir la trajectòria de Seve.
Ballesteros debutà com a professional el març de 1974 a l'edat de 16 anys. El 1976 aconseguí despuntar internacionalment gràcies a la segona posició en l'Open Britànic, aconseguint acabar en primera posició en l'Orde del Mèrit europeu (títol designat per guanys monetaris), aconseguint aquesta posició sis vegades al llarg de la seva carrera.
Ballesteros aconseguí guanyar al llarg de la seva carrera 5 títols del Grand Slam.
- Open Britànic: 1979, 1984 i 1988. La seva primera victòria en aquest torneig el convertí en el primer golfista europeu continental en aconseguir la victòria des de 1907, amb la victòria del francès Arnaud Massy; la victòria amb 22 anys el convertí en el guanyador més jove de tot el segle xx en aquest campionat.

- Masters d'Augusta: 1980 i 1983. La seva primera victòria en el Masters d'Augusta el convertí en el primer jugador europeu en aconseguir la victòria. Així mateix, la victòria aconseguida amb 23 anys el convertí en el més jove guanyador del títol, batut per Tiger Woods el 1997.

El 1989 fou guardonat amb el Premi Príncep d'Astúries dels Esports pel desenvolupament d'una personalitat a través de l'esport que li va permetre arribar a ser el número 1 mundial de golf. El 1999 fou guardonat amb el premi Marca Leyenda.
Severiano Ballesteros es va casar el novembre de 1988 amb Carmen Botín, filla del banquer Emilio Botin. La parella va tenir tres fills: Baldomero, Miguel i Carmen, i es va separar el desembre de 2004.
El 16 de juliol de 2007 va anunciar la seva definitiva retirada com a jugador de golf professional després de 34 anys d'èxits per problemes d'esquena. Només un any més tard, va ser operat d'un tumor cerebral que va posar fi a la seva vida el 7 de maig de 2011.

## Copa Ryder
Ballesteros ha estat membre de l'equip europeu que ha guanyat la Ryder Cup a l'equip americà el 1985, 1987 i 1989 així com el 1995, i també en formà part en les edicions perdudes de 1979 i 1983. El 1997 tingué l'honor de ser el capità de l'equip europeu que tornà a guanyar la copa a l'equip americà en la competició celebrada al Club de Golf Valderrama de Sotogrande. Aquesta fou la primera vegada que la Copa Ryder es disputava en sòl continental europeu.
L'any 2000 Seve creà el Trofeu Seve Ballesteros, una competició similar a la Copa Ryder entre els equips del Regne Unit i Irlanda d'una banda contra la resta de golfistes continentals europeus.

## Torneigs guanyats

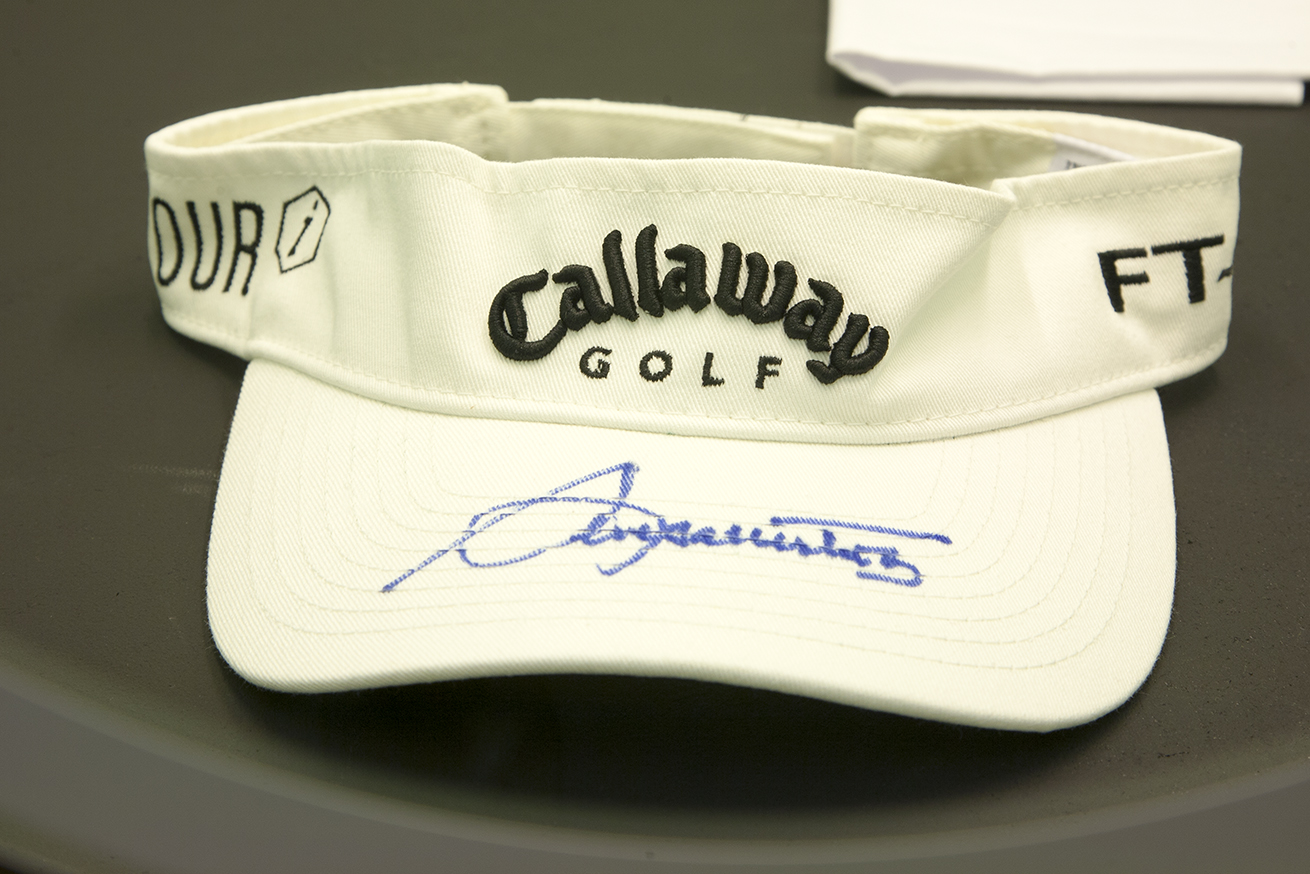
Gorra de Severiano Ballesteros, cedida al Museu de la Pilota del Genovés.

- 1974 Campionat Nacional sub-25 (Espanya), Open de Biscaia
- 1975 Campionat Nacional sub-25 (Espanya)
- 1976 Open dels Països Baixos, Trofeu Lancôme (França), Copa del Món per equips, Memorial Donald Swaelens, Campionat de Catalunya, Campionat de Tenerife
- 1977 Open de França, Uniroyal International (Anglaterra), Open de Suïssa, Open del Japó, Dunlop Phoenix (Japó), Otago Classic (Nova Zelanda), Braun International Golf (Alemanya), Copa del Món per equips
- 1978 Martini International (Anglaterra), Open d'Alemanya, Open d'Escandinàvia, Open de Kenya, Greater Greensboro Open (EUA), Open del Japó, Open de Suïssa, Campionat Nacional sub-25 (Espanya)
- 1979 Open Britànic, Lada English Golf Classic, Open El Prat
- 1980 Open de Madrid, Martini International, Open dels Països Baixos, Masters d'Augusta
- 1981 Campionato PGA Austràlia, Dunlop Phoenix (Japó), Open d'Escandinàvia, Benson and Hedges Open d'Espanya, Suntory World Match Play
- 1982 Open de Madrid, Open de França Paco Rabanne, Suntory World Match Play, Masters de San Remo
- 1983 Sun Alliance PGA Championship, Open d'Irlanda, Trofeu Lancome (França), Masters d'Augusta, Westchester Classic (EUA), Sun City Challenge
- 1984 Open Britànic, Suntory World Match Play, Sun City Challenge
- 1985 USF and G Classic (EUA), Open d'Irlanda, Peugeot Open de França, Open Sanyo, Benson and Hedges Open d'Espanya, Suntory World Match Play, Copa Ryder, Campionat d'Espanya
- 1986 Dunhill British Masters, Open d'Irlanda, Johnnie Walker Open de Montecarlo, Peugeot Open de França, KLM Open dels Països Baixos, Trofeu Lancome (França)
- 1987 Suze Open (França), A.P.G. Larios, Campionat d'Espanya, Copa Ryder
- 1988 A.P.G. Larios, Mallorca Open de les Balears, Westchester Classic (EUA), Open Britànic, Open d'Escandinàvia, Open d'Alemanya, Trofeu Lancome (França), Visa Taiheiyo Club Masters (Japó)
- 1989 Cepsa Open de Madrid, Epson Grand Prix (RU), Open de Suïssa/Ebel European Masters
- 1990 Open de les Balears
- 1991 Chunichi Crowns (Japó), Dunhill British Masters, Volvo PGA Championship, Toyota World Match Play
- 1992 Dubai Desert Classic, Copa Quinto Centenario per equips (Argentina), Open de les Balears
- 1994 Benson and Hedges International Open (Anglaterra), Mercedes German Masters
- 1995 Tournoi Perrier, per equips (França), Peugeot Open d'Espanya, Copa Ryder
- 1997 Copa Ryder (Capità de l'equip Europeu)
- 2000 Trofeu Seve Ballesteros